# Garberville (Californie)
Garberville est une census-designated place du comté de Humboldt, dans l'État de Californie, aux États-Unis,. En 2020, elle compte une population de 818 habitants.
L'hôtel Benbow Inn s'y trouve. Ouvert en 1926, il est inscrit au Registre national des lieux historiques et est membre des Historic Hotels of America.